# 栗岩英治
栗岩 英治（くりいわ えいじ、1878年10月1日 - 1946年9月11日）は日本の郷土史家、新聞記者。号は酔古など。

## 経歴
長野県水内郡寿村(現・飯山市)の医者の家に生まれる。医業を志して明治27年（1894年）に上京し、旧制独逸協会中学に入学するが中退、同34年（1901年）に再び上京し、長谷川泰の済生学舎に学んだ。同35年（1902年）政教社の同人となり、「日本及び日本人」に寄稿し、美術雑誌「芸苑」などを発刊。満州や朝鮮に渡り、樺太で事業を起こしたが帰国し、「木更津新聞」主幹などを経て郷里に戻り、同43年（1910年）には「長野新聞」編集長となった。
その後は長野県の歴史研究に没頭、昭和4年（1929年）に「長野県史」編纂委員となって「信濃史料刊行会」の発足の中心人物となり、県内外を歩き回って史料を渉猟した。また「信濃講座」を設けて、『市河家文書』を始めとする約3000点の古代中世史料を収集したほか、毎年臨地指導をするなど、若い歴史研究者を育成した。同7年（1932年）には信濃郷土史研究会（現・信濃史学会）から第一次「信濃」を刊行、同11年（1936年）には長野県師範学校嘱託となり、郷土史講座を担当した。同18年（1943年）には長野市文化会郷土部長に就任。また、雑誌「信濃」などで郷土史に関する論文を数多く発表した。終戦直後の昭和21年（1946年）に没したが、「信濃史料刊行会」は一志茂樹らに引き継がれ、「信濃史料」全30巻が刊行された。

## 主な著作
- 「下水内郡誌」
- 「信濃古牧考」
- 「信濃古文献考」
- 「信濃国地字略考」
- 「信濃荘園の研究」
- 「諏訪研究」
- 「善光寺物語」
- 「郷土人の郷土研究」
- 「町村の史的価値及びその研究法」
- 「古文書実習帳」